# Hello Neighbor
Hello Neighbor – gra komputerowa z gatunku survival horror stworzona przez rosyjskie studio Dynamic Pixels i wydana przez TinyBuild w 2017 na komputery osobiste i konsole Xbox One, a w 2018 na konsole PlayStation 4, Nintendo Switch oraz system iOS i Android.

## Fabuła
W grze Hello Neighbor wcielamy się w chłopca o imieniu Nicky Roth, który podejrzewa, że sąsiad mieszkający naprzeciwko przetrzymuje kogoś wbrew jego woli w piwnicy. Postanawia włamać się do jego domu, aby sprawdzić swoje przypuszczenia.

## Rozgrywka
Gra posiada zaawansowaną sztuczną inteligencję, która uczy się na podstawie ruchów i sposobu działania gracza. Pozwala to sąsiadowi na przewidywaniu planów gracza i utrudnianiu rozgrywki. Na przykład antagonista może zapamiętać ulubione ścieżki gracza i rozstawić na nich kamery lub pułapki.